# Universalismo
Per universalismo si può intendere, nel significato più generico e comune, la tendenza da parte di entità politiche, religiose ecc. a ritenersi universali, cioè valide per tutte le persone.
Tale concezione presuppone quindi che, contrariamente ad alcune forme di relativismo, esistano fatti, strutture o proprietà di carattere universale.

## Universalismo filosofico e religioso
In filosofia l'universalismo si può riferire ad ogni concezione che ritenga gli individui e le parti come esistenti all'interno di una complessità omogenea e che quindi il singolo o il particolare si realizzi solo in rapporto con il tutto.
Nell'ambito della morale, l'universalismo si può riportare a quell'atteggiamento tendente a superare la concezione particolare di ogni questione o di qualsivoglia problema (particolarismo) ricercandone una soluzione da un punto di vista universale, condivisa da tutti.
Il significato del termine si avvicina in questo caso ad una concezione filosofica vicina al dialogo socratico e, in senso più ampio, alla filosofia in sé come dottrina orientata da sempre alla ricerca della verità condivisa tramite il confronto tra tutti gli individui con ciò che tutti li accomuna e li rende uguali: la ragione universale.
In questo senso il significato dell'universalismo si può ritrovare storicamente nelle concezioni illuministiche del cosmopolitismo.

### Universalismo sincretico greco e romano
Un tentativo particolare di universalismo filosofico fu quello che si cercò di realizzare con il sincretismo dove si tentò di fondere assieme varie scuole di pensiero.
Il tentativo si risolse in una giustapposizione più che in una conciliazione e in una sintesi profonda delle diversità filosofiche ed era quindi destinato a fallire così come accadde con Siriano nel V secolo che aveva cercato una fusione del platonismo con l'orfismo o con gli gnostici (II e III secolo d.C.) che avevano tentato di fondere il Cristianesimo con le filosofie pagane.

### Sincretismo cattolico-protestante
Un caso particolare di sincretismo è quello religioso che afferma la sostanziale unità di tutte le fedi, al di là dei dogmi e delle differenze formali ed esteriori; secondo la visione sincretista, i concetti e princìpi fondanti di ogni credo (quali ad esempio la paternità di Dio e la fratellanza degli uomini, il valore e l'importanza della preghiera, l'amore universale, ecc.) sono gli unici e gli stessi.

### Universalismo cattolico
Ben diverso dal sincretismo è l'universalismo che ha caratterizzato dal suo nascere la religione cristiana cattolica, universale appunto, fondata su un corpus preciso di dogmi e credenze che escludeva ogni possibilità di commistione con altre fedi religiose. Un universalismo è quello cristiano che si opponeva al Giudaismo esclusivista, a cui pure si riallacciava, che basava le sue convinzioni religiose sulla differenza fra il popolo eletto e i gentili, i non ebrei.
L'universalismo favorirà la diffusione del cristianesimo quando si sovrapporrà alle strutture politiche dell'Impero romano nel momento in cui ne diverrà religione ufficiale di Stato. Si uniranno a questo punto le idee dell'Impero romano come dominio di tutto il mondo conosciuto dai Romani con l'universalismo religioso della Chiesa romana.

### Universalismo cristiano
Esiste tuttavia un'altra accezione di universalismo cristiano, la quale, partendo dall'idea di "apocatastasi", formulata da Origene e condannata dall'ortodossia e dalla Chiesa Cattolica (ove quest'ultima rinnegherebbe solo la reintegrazione salvifica dei dannati, demoni o umani), afferma la salvezza universale finale di tutti gli uomini (per alcuni teologi, come l'ortodosso Pavel Nikolaevič Evdokimov, di tutta la creazione). Sulla base di tale dottrina, si costituì nell'ultimo quarto del Settecento ad opera di John Murray, in America, la Chiesa Universalista, che nel corso dell'Ottocento - e ancor più nel secolo successivo - si aprì a posizioni sincretiste (v. sopra), fondate sull'assunto che Dio si è rivelato e continua a rivelarsi universalmente.

### Universalismo medievale
Era inevitabile lo scontro tra i due universalismi che caratterizzò l'età medievale, quello imperiale Carolingio che voleva assumere in sé anche le funzioni religiose e quello teocratico papale con l'ideale della fondazione di una Res publica christianorum universale.
Risponde all'esigenza dell'universalismo il proselitismo che ritroviamo non solo nel cristianesimo ma anche nell'Islam, fondatore anch'esso di almeno un impero dove rendere universale un credo religioso.

### Universalismo politico
In senso più particolare e specifico la parola universalismo può assumere un significato politico nell'indicare una ideologia che ha il fine di realizzare l'unificazione di tutti i poteri e delle istituzioni di vaste regioni o addirittura del mondo sotto un'unica guida attraverso strumenti politici, culturali ed economici.

#### Colonialismo
Con la nascita dello Stato moderno in Europa l'idea dell'Universalismo medievale passa in secondo piano: solo il Cristianesimo e l'Islam rimangono nella convinzione di dover diffondere la parola di Dio in tutto il mondo. In questo senso lo stesso fenomeno del colonialismo sarà indissolubilmente unito con l'opera missionaria della religione.
L'idea universalistica sembra riproporsi invece con l'imperialismo che si differenzia in realtà dall'universalismo poiché si tratta di un fenomeno legato al nazionalismo degli stati europei che vogliono stabilire il predominio di una nazione sulle altre.
L'idea di un impero universale con ovunque diffusa un'unica cultura predominante è ormai abbandonata, si preferisce assoggettare economicamente e politicamente le culture "inferiori" sfruttandole in nome della propria presunta superiorità.
L'imperialismo inoltre è fortemente connotato economicamente tanto da essere ritenuto da una parte della storiografia strettamente connesso allo sviluppo stesso del capitalismo.

#### Universalismo cosmopolita internazionalista
Con il cosmopolitismo illuminista si sviluppano forme di universalismo come i diritti umani: si veda il suo punto massimo nella Dichiarazione dei diritti dell'uomo e del cittadino (1789) della rivoluzione francese che, fuso nell'imperialismo napoleonico, fu il vessillo dell'ideologia democratico-patriottica oggetto dell'esportazione rivoluzionaria nell'Europa del primo Ottocento.
Espressione dall'internazionalismo di matrice razionalista-illuminista e giacobina, il vessillo dei diritti umani civili e politici fu in seguito adottato anche da buona parte del liberalismo e da gruppi come i repubblicani mazziniani; in quello proletario l'elaborazione dei diritti umani sociali - principalmente a partire dal XIX secolo - fu invece in funzione della rivoluzione mondiale, di ispirazione prevalentemente marxista, socialista o anarchica.
Nel 1948 le Nazioni Unite promulgano la Dichiarazione universale dei diritti umani, in cui adottano il punto di vista dell'universalismo internazionalista post-illuminista con influenze sociali: essa fu poi declinata nei due Patti del 1966.
Per converso, col nuovo millennio si è andata rivendicando una lettura della glocalizzazione che relativizza questi valori, per adattarli a realtà locali che vengono presentate come culturalmente estranee alla civiltà occidentale: la Cina - sostenendo che i diritti umani non siano universali ma debbano essere interpretati in base al contesto storico, culturale ed economico di ciascun paese - ha promosso il concetto di "diritti economici prima di quelli politici", enfatizzando il miglioramento delle condizioni materiali (lotta alla povertà, sviluppo economico) come prerequisito per i diritti civili e politici; il governo russo di Vladimir Putin ha spesso respinto le critiche occidentali sulla repressione politica, sostenendo che i valori democratici occidentali non sono compatibili con la cultura russa; Lee Kuan Yew, padre fondatore di Singapore, ha promosso l'idea di "valori asiatici", sostenendo che le società dell'Asia orientale mettono l'armonia sociale e la stabilità sopra la democrazia e i diritti individuali; l’Arabia Saudita sostiene che i diritti umani vadano interpretati alla luce della legge islamica (Sharia), rigettando alcuni principi universali sui diritti civili e politici; l'Iran ha teorizzato l'esistenza di "Diritti Umani Islamici", all'interno di un sistema basato su una visione teocratica secondo cui la sovranità della legge islamica è più importante dei principi democratici liberali.

## Universalismo economico
Là dove l'ideale universalistico sembra essersi realizzato a seguito del predominio del sistema capitalistico e della espansione della democrazia come regime politico per tutto il mondo è con il fenomeno della globalizzazione dove i meccanismi economici rispondono tutti alle stesse regole in tutte le parti del mondo concepito come un mercato unitario globale.
Nel trentennio seguito alla caduta del Muro di Berlino, la nozione di globalizzazione è evoluta da una trasposizione novecentesca della politica della porta aperta ad un vero e proprio concetto sociopolitico, in cui si è espressa l'idea di civiltà occidentale. Tuttavia questo esito, trascurando l’uguaglianza economica, ha aperto la strada a una reazione populista: essa, a livello commerciale, ha riportato in auge il protezionismo mentre, a livello internazionale, ha segnato la fine del mondo unipolare e l'affermazione di politiche economiche sovraniste nell'ambito di ideologie identitarie.

## Universalismo culturale
La diffusione a livello mondiale dei mezzi di comunicazione di massa sta realizzando una unificazione delle varie culture che si rintraccia ad esempio nell'uso di certe espressioni linguistiche della cultura dominante adottate da popoli dalle culture le più diverse ma soprattutto l'universalità si evidenzia nell'adozione, talora solo esteriore, di certi modelli di vita propagandati come migliori dei propri. È questo il fenomeno della omologazione culturale che tende ad uniformare modi di pensare e stili di vita per la necessità economica del mercato unitario.

## Le critiche all'universalismo
Critiche all'universalismo vengono da alcuni ambienti religiosi tradizionali, e da nazionalisti, patriottico-socialisti, identitari, antioccidentalisti, protezionisti, e da alcuni anticapitalisti come il movimento no global e antimondialista. Spesso è preso di mira il capitalismo internazionalista assieme all'egemonia culturale della civiltà occidentale.
Uno dei critici più acuti della ideologia universalista dalle connotazioni utilitariste è Serge Latouche, filosofo della Nuova Destra francese, che rifacendosi anche alle concezioni di Marcel Mauss e di Ivan Illich, rivendica la liberazione della società occidentale dalla dimensione universale economicista.
A coloro che nel mondo contemporaneo mettono in discussione la prospettiva universalista, cioè la pretesa della civiltà occidentale di imporre a tutto il mondo una serie di valori considerati validi per tutto il genere umano si obietta d'altra parte che criticando l'universalismo, si può finire nel relativismo e nel particolarismo. Secondo Latouche "non è stato forse il particolarismo, inteso come l'esaltazione delle culture particolari quello che spesso ha generato divisioni e lotte in nome di una ristretta, egoistica, visione della propria identità?"
Latouche ribalta questa accusa addossandola proprio all'universalismo che non è altro che una creazione ideologica occidentale, di un Occidente che in nome della propria identità, dell'identità della tribù occidentale, come dice Rino Genovese, pretende d'imporre un imperialismo culturale al resto del mondo.
Contro l'universalismo Latouche rivendica invece la necessità di «valorizzare l'aspirazione a un dialogo fra le culture, a una coesistenza delle culture. Per questo alla prospettiva dell'universalismo opporrei piuttosto un "universalismo plurale", che consiste nel riconoscimento e nella coesistenza di una diversità, e nel dialogo fra queste diversità», nell'ambito di un multipolarismo.